# Mount Lebanon (Pensilvânia)
Mount Lebanon é uma municipalidade localizada no estado norte-americano da Pensilvânia, no Condado de Allegheny. A cidade foi fundada em 21 de maio de 1974.

## Demografia
Segundo o censo norte-americano de 2000, a sua população era de 33.017 habitantes.

## Geografia
De acordo com o United States Census Bureau tem uma área de 15,7 km², dos quais 15,7 km² cobertos por terra e 0,0 km² cobertos por água.

## Localidades na vizinhança
O diagrama seguinte representa as localidades num raio de 8 km ao redor de Mount Lebanon.